# Memnoch der Teufel
 Memnoch der Teufel (Originaltitel:  Memnoch the Devil ) ist ein Roman, der 1995 von der amerikanischen Schriftstellerin Anne Rice veröffentlicht wurde. Er ist das fünfte Buch aus der Chronik der Vampire.
Im Mittelpunkt der Erzählung steht die Auseinandersetzung der  Protagonisten mit primären religiösen Fragen und neuen theologischen Ansätzen.

## Inhalt des Vampirromans
Schon eine ganze Weile verfolgt der Vampir Lestat de Liouncourt den unbarmherzigen Drogenhändler und leidenschaftlichen Kunstsammler Roger, bis er schließlich von seinem Blut trinkt. Daraufhin erscheint Lestat jedoch der Geist seines Opfers, der ihn bittet, sich um seine Tochter Dora, eine fromme und populäre Fernsehpredigerin, zu kümmern.
Zur selben Zeit jedoch verspürt Lestat die Präsenz einer starken Kraft, die sich ihm wiederholt nähert. Nun offenbart sich eine Gestalt, die sich Memnoch nennt und von sich behauptet, der Teufel zu sein. Dieser zeigt Lestat Himmel, Hölle und die Entwicklung des Weltalls. Hierbei erklärt Memnoch ihm die biblische Geschichte aus seiner Sicht, wobei einige Widersprüche auftauchen, und betont, nicht der Teufel im üblichen Sinne zu sein, sondern dass seine Aufgabe in der Hölle darin bestünde, die verlorenen Seelen in den Himmel hinaufzuführen. Genau diese Aufgabe bietet der Teufel nun auch Lestat an.
Während seiner Reise mit Memnoch erlebt er weiterhin die Passion Christi, darf vom Blut Jesu trinken und erhält das Schweißtuch der Veronika. Jedoch wendet sich Lestat von Memnoch ab und versucht, zu fliehen, wobei er sein linkes Auge verliert.
Daraufhin kehrt Lestat nach New York zurück und berichtet den Vampiren Armand und David Talbot sowie Dora von seinen Erlebnissen. Sowohl Dora als auch Armand, der wegen des göttlichen Blut von Lestat trinken will, sind von Lestats Geschichte und von dem mitgebrachten Schweißtuch der Veronika schwer berührt. Dora jedoch entwendet das Tuch, um es der Welt zu offenbaren und begründet dadurch später eine neue christliche Bewegung, woraufhin Armand ihr nacheilt und sich der Sonne opfert.
Zurück in New Orleans erhält Lestat sein Auge durch Memnoch zurück und wird kurz darauf von Maharet, da er sich der Manipulation durch den Teufel bewusst wird, in einem Keller des St.-Elisabeth-Konvent gesperrt.
Nach vierzehn Tagen ist er wieder frei und wandert durch die Straßen New Orleans, wobei er den Leser bittet, seinen Worten zu glauben und mit dem Satz schließt: „So lassen Sie mich nun aus der Literatur scheiden und in die Legende eingehen.“ Wodurch Rice wiederholt das Ende der Chronik andeutet.

## Erzählsituation und Zeitebene
Wieder übernimmt Lestat die Erzählung der Handlung aus der Ich-Perspektive und beschreibt eine fast lineare und chronologische stringente Geschichte, in der besonders während der Reise mit Memnoch abgesetzte  Binnenerzählungen eingearbeitet sind. Diese Binnenerzählung, die von den Erklärungen und Darstellungen Memnochs zur Entstehung, Entwicklung und Funktion von Himmel und Hölle geprägt sind, stellt dem Leser notwendige Informationen zum Verständnis der folgenden Handlungen zur Verfügung und erhält somit eine tragende Funktion.
Mittels der Übernehme der erzählenden Person durch Lestat gelingt es Rice weiterhin, dem Leser die subjektive Wahrnehmung der Geschehnisse durch den Protagonisten vorzuführen und somit die Aussagen von Memnoch zu relativieren, was durch die vereinzelten Unstimmigkeiten innerhalb seiner Darstellungen noch unterstützt wird.

## Motive
Der Teufel, der einer Person ein scheinbar verlockendes und überzeugendes Angebot macht, dafür dann eine Gegenleistung verlangt und mithilfe von Lügen und Versuchungen seinem Vorschlag Nachdruck verleiht, ist ein klassisches Motiv auch außerhalb der religiösen Literatur und wird weiterhin noch in modernen Werken aufgegriffen.
Rice selbst konzipiert im Roman ein sehr vielschichtiges und funktionales Konzept dieses Motivs: Memnochs äußerliche Erscheinung ist hierbei dreifach gestaltet und umfasst das traditionelle Bild des Teufels mit schwarz gefiederten Flügeln und Bockbeinen, seine eigentliche Engelsgestalt und die eines unauffälligen Mannes, in dessen Ausdruck sich laut Lestat nun Klugheit, Geduld und Gelassenheit (vgl. S. 174) widerspiegelt. Jedoch reflektiert sein äußerliches Erscheinungsbild sowohl seine Intentionen als auch seine wahre Natur und Gefühlswelt: Einerseits liebt er Gott, was durch die Engelsgestalt verkörpert wird, andererseits hat er auch Zuneigung zu den Menschen entwickelt, weswegen er eine menschliche Gestalt annehmen kann, und weiterhin verfolgt er seine eigenen Ziele, manipuliert Lestat und fügt ihm Gewalt zu, was seiner Erscheinung als Teufel entspricht.
Somit erscheint Memnoch als ein schwer zu definierendes Wesen, welches in seinem Verhalten und Äußerem stets wandelbar ist und keinen festen Prinzipien unterliegt, wodurch Rice die Unglaubwürdigkeit seiner Person und seines Angebotes an Lestat herausstellt und die Figur des Memnoch als Teufel mit hinterhältigen und unaufrichtigen Absichten konzipiert. Dennoch erlangt er schlussendlich den Sieg, denn durch die Mitnahme des Schweißtuches der Veronika und dessen Präsentation gegenüber den Menschen erhöht sich die Zahl der Gläubigen, die direkt in den Himmel einkehren, und somit wird Memnochs eigentliches Ziel, dass so viel Menschen wie möglich sich Gott bewusst werden, unterstützt.
Weiterhin erschafft Rice Parallelen zwischen Memnoch, der während seiner Zeit bei den Menschen ihnen Wissen vermittelt, und Prometheus, einer Figur der griechischen Mythologie. Beide wirken als Kulturstifter der Menschheit, weswegen sie von der Obrigkeit ausgeschlossen und bestraft werden. Jedoch wird Prometheus von Herakles nach Jahren des Schmerzes und der Einsamkeit befreit. Eben auch dieses Schicksal erhofft sich Memnoch von Lestat, der seine Aufgabe übernehmen soll, wodurch er letztendlich befreit wäre.

## Religiöse Dimensionen
Nachdem schon in  Nachtmahr das eigentliche Initiativthema von Memnoch der Teufel, nämlich die Weitergabe seiner Aufgabe in der Hölle an Lestat sowie die damals auftauchende Auseinandersetzung mit religiösen Fragen, angekündigt wurde, entwickelt sich nun eine detaillierte und ausführliche Diskussion theologischer Thematiken und auch Kontroversen.
Die von Rice dargestellte Kosmologie vereint sowohl traditionelle christliche Deutungsmuster als auch neue auf der Naturwissenschaft basierende Erklärungsmodelle und sie fügt den Geschehnissen aus dem Neuen Testament zusätzliche Aspekte hinzu:
Gott ist ein mächtiges Wesen, dessen Schöpfung die Erde war (vgl. Genesis) und dem die Engel dienen, jedoch wird Gott von Memnoch als fehlbar und nicht allwissend dargestellt. Durch die Evolution entwickeln sich Menschen, die eine Seele besitzen und nach dem Tod in eine Zwischenwelt (Scheol) eingehen, sowie Geister mit menschlichen oder nicht-menschlichen Ursprung. Memnoch, ein Erzengel, kritisiert diesen göttlichen Plan und schafft sich eine körperliche Form, weswegen er von Gott verbannt wird. Auf der Erde lehrt er den Menschen Wissen und fungiert ähnlich wie Prometheus als Kulturstifter der Menschheit. Gott erlaubt ihm nun, für den Himmel prädestinierte Seelen in Schoel zu suchen, aber wird von Memnoch wiederholt angeklagt, weswegen er ein weiteres Mal den Himmel verlassen muss. Gott nimmt nun selbst eine irdische Gestalt an, in Form von Jesus Christus, wobei Memnoch auch diese Aufopferung für die Menschheit als unzureichend empfindet. Ihm wird nun von Gott die Aufgabe übertragen, über Schoel und die Erde zu herrschen und die Seelen für den Himmel vorzubereiten.
Rice entwirft in ihrem Roman keine völlig neuen religiösen Konzepte, sondern reflektiert theologische Kontroversen und verschiedenen Deutungsansätze. So übernimmt sie u. a. schon die vom katholischen Theologen Pierre Teilhard de Chardin entworfene Verbindung der göttlichen Schöpfung mit dem Prinzip der Evolution. Dennoch wurde ihr Werk besonders wegen der religiösen Ausgestaltung stark kritisiert.

## Rezensionen
Die New York Times warf Rice vor, dass ihre geschaffenen Charaktere zu wenig ausgereift waren, weswegen die religiöse Argumentation keineswegs funktionieren konnte, dass die Figur des Memnoch zu abstrakt sei und Lestats Verwicklungen in den Konflikt zwischen Gott und dem Teufel zu willkürlich wirkten.
Die Frankfurter Allgemeine Zeitung vergleicht die Reise von Lestat und Memnoch mit einer „[…] haarsträubenden historisch-mythologischen Revue […]“ und wirft Rice vor, mit ihrem Buch eigene therapeutische Zwecke zu verfolgen.

## Textausgabe
- Rice, Anne: Memnoch der Teufel. Goldmann 2000, ISBN 3-442-44196-X.

## Sekundärliteratur
- Katherine Ramsland / Anne Rice. Prism of the Night, A Biography of Anne Rice. New York: Penguin, 1994.
- Gary Hoppenstand / Ray B. Browne. The Gothic World of Anne Rice. Twayne Publishers, 1994.
- Jennifer Smith. Anne Rice - A Critical Companion. Westport: Greenwood Press, 1996.
- George E. Haggerty. "Anne Rice and the Queering of Culture". In: Novel: A Forum on Fiction 32.1, 1998, S. 5–18.
- Erwin Jänsch. „Softie-Vampir Lestat“ in: Das Vampirlexikon, München: Knaur, 2000, S. 232–239.
- Rebecca Cordes. Anne Rice’s "Vampire Chronicles" - Myth and History.Osnabrück: Der andere Verlag, 2004.